# Талмуд
Талмудът (на иврит: תלמוד „указанията“) се смята за авторитетен запис на религиозни обсъждания на еврейски закони, етика, легенди и истории. Той е основен източник за законодателство, обичаи и морални ценности на юдаизма. В основата на Талмуда е залегнал Стария завет, особено първия му раздел – Петокнижието (Мойсеевият закон или Тората). Талмудът се състои от две части или сборника, Мишна ришона и Гемара, обсъждане на Мишна (термините Талмуд и Гемара са взаимнозаменяеми). Гемара се основава на по-ранни текстове от Тората и по-специално от Мишна и от своя страна е в основата на всички по-късни кодекси на еврейския закон и на голяма част от религиозната литература.

## Два Талмуда
Процесът на „Гемара“ се осъществявал в двата главни центъра за Еврейско обучение, Земята на Израел и Вавилония. Съответно, се развили две аналитични организации и били създадени два труда на Талмуд. По-старата книга се нарича Ерусалимски Талмуд, или Talmud Yerushalmi. Тя била съставена през IV век в Израел. Вавилонският Талмуд бил съставен около 500 г. сл. Хр., макар че бил редактиран и впоследствие. Обикновено, когато се казва „Талмуд“ без допълнително уточняване, се има предвид Вавилонския Талмуд.

### Talmud Yerushalmi(Ерусалимски Талмуд)
Ерусалимският Талмуд, познат също и като Палестинския Талмуд, е един от двата сборника от еврейски религиозни учения и коментари, които били предавани устно в продължение на векове до неговото създаване от еврейски учители в Палестина. Той е сборник от учения на учители от Тиберия, Сефория и Цезария. Написан е главно на западно арамейски диалект, който го различава от Вавилонския му вариант.
Този Талмуд е резюме на анализа на Мишна, развиван в продължение на близо 200 години от школите в Израел (главно тези в Тиберия и Цезария.) Поради местоположението им, мъдреците от тези школи отделяли значително внимание на анализа върху аграрните закони в Земята на Израел. Традиционно, този Талмуд се смята, че е бил редактиран приблизително около 350 г. сл. Хр. от Rav Muna и Rav Yossi в Земята на Израел. Традицонно е познат като Talmud Yerushalmi („Ерусалимски Талмуд“), но наименованието му не е съвсем точно, тъй като той не е изготвен в Ерусалим. По-точно са го наричали Талмудът на Земята на Израел. Често се среща и като Палестински Талмуд, особено в източници, предшестващи Израелско-Палестинския конфликт.
Последната му редакция вероятно е била в края на IV век, но отделните учители, които са го довели до съвременния му вид, не могат да се определят с абсолютна сигурност. По това време Християнството станало официална държавна религия на Римската Империя, а Ерусалим – святият град на Християнството. През 325 г. сл. Хр. Константин, първият император християнин, казал „нека нямаме нищо общо със скверните народи“. Тази политика превърнала юдеите в изгнаници и бедняци. При това положение съставителите на Ерусалимския Талмуд нямали необходимото време да произведат труд с качеството, което желаели. Текстът е очевидно непълен и непоследователен. Работата по Ерусалимския Талмуд вероятно се прекъснала окончателно през 425 г. сл. Хр., когато Теодосий II забранил  Съвета на старейшините  и сложил край на практикуването на официалното ръкополагане на учители.
Въпреки това, Ерусалимският Талмуд си остава ценен източник на знание за развитието на еврейския Закон в Святата Земя. Той е използван също и като важен източник при изследването на Вавилонския Талмуд от Кайруанската школа на Хананел бен Хашиел и Нисим Гаон, като в резултат мненията, основаващи се на Ерусалимския Талмуд, са намерили място както в Тосафот, така и в Мишна Тора от Маймонид.
Според някои предания, в Месианската ера Ерусалимският Талмуд ще има приоритет пред Вавилонския. Това може да бъде разтълкувано, че след възстановяването на Съвета на старейшините и линията на ръкоположени учители, делото ще бъде завършено и „от Сион ще излезе Законът, и Словото на Господ от Ерусалим“.

### Talmud Bavli(Вавилонски Талмуд)
Вавилонският Талмуд бил предаван устно в продължение на векове преди да бъде съставен от еврейските учители във Вавилон около V век сл. Хр.
 След заточението във Вавилония през 586 г. пр. Хр., е имало еврейски общности както във Вавилония, така и в Юдея, тъй като много от пленниците не се завърнали обратно. Оттогава до периода на Талмуда, еврейската популация във Вавилония се увеличила по естествен път и с миграция. Най-важните еврейски центрове били Нехардея, Нисибис, Махоза, Пумбедита и Сура. Вече не било нужно учителите да пътуват редовно до Израел за да събират автентични традиции.
Talmud Bavli („Вавилонският Талмуд“) включва Мишна и Вавилонската Гемара, като последния представлява кулминацията на повече от 300 години анализ на Мишна във Вавилонските Школи. Основите на този процес на анализ били поставени от Рав Абба Акира, ученик на Rabbi Judah ha-Nasi. Преданието приписва съставянето на вавилонския Талмуд в сегашния му вид на двама Вавилонски мъдреци, Rav Ashi и Ravina. Ashi бил председател на Школата в Сура от 375 г. до 427 г. сл. Хр. Трудът, започнат от Ashi бил завършен от Ravina, който традиционно е считан за последния амораичен тълкувател. Макар че традиционалистите спорят дали смъртта на Ravina в 499 г. сл. Хр. е последната възможна дата за завършване на редакцията на Талмуда. Въпреки това, дори и най-традиционалистките възгледи, малко пасажи се считат като работа на група равини, редактирали Талмуда след края на амораичния период, известен като Сабораим или Rabbanan Savora'e (означаващ „отсъждащ“ или „разсъждаващ“).
Въпросът, кога Гемара е завършена в окончателния ѝ съвременен вид, не е еднозначен сред учените в днешно време. Някои, като Louis Jacobs, твърдят, че основната част от Гемара не са просто записани разговори, както на пръв поглед изглежда, а много сложна структура, конструирана от Сабораим, които следователно трябва да бъдат считани за нейните истински автори. Ако е така, текстът не е достигнал завършения си вид преди около 700 г. сл. Хр. Някои съвременни учени използват термина Стамаим (от еврейски Stam, със значение „затворен“, „неясен“ или „неопределен“) за авторите на неопределените изявления в Гемара. (Виж ерите в еврейския закон.)

### Сравнение на стила и на тематиката
Има съществени разлики между двата варианта на Талмуда. Ерусалимският Талмуд е написан на западноарамейски диалект, който се различава от тази на Вавилонския. Talmud Yerushalmi е често накъсан и труден за четене, дори и за опитни талмудисти. Редакцията на Talmud Bavli, от друга страна, е по-точна и прецизна. Законът, поставен в двете версии, е сходен в основната си част, с изключение на акцентите и някои незначителни детайли. Ерусалимският Талмуд не и бил обект на достатъчно вниманието от коментаторите, а традиционалистките коментари, доколкото съществуват, се занимават основно със сравняване на поученията в него с тези в Talmud Bavli.
Ерусалимският Талмуд е останал незавършен, тъй като работата по него неочаквано била прекратена в 425 г. сл. Хр. В Bavli обаче Гемара се среща само в 37 от общо 63 трактата на Мишна: повечето закони от Заповедите Зераим (аграрни закони, касаещи земята на Израел) и Тохарот (закони за ритуално очистване за Храма и за извършването на жертвоприношения) имали малко практическо приложение във Вавилония и затова не били включени. Yerushalmi, напротив, покрива всички трактати от Зераим.
Вавилонският Талмуд съдържа записи на становищата на равини от Земята на Израел, както и на тези на Вавилония, а Ерусалимския Талмуд рядко цитира Вавилонски авторитети. Вавилонската версия съдържа също становищата на повече поколения, поради своята по-късно дата на завършване. Поради тези причини тя е считана за по-цялостна сбирка на съществуващите становища.
Влиянието на Вавилонския Талмуд е било далеч по-голямо от това на Yerushalmi. В основни линии, това е така, поради постепенното спадане на влиянието и престижа на еврейската общност от Израел, в сравнение с Вавилонската общност, в годините след редакцията на Талмуда, продължило до Гаонската ера. Освен това, редактирането на Вавилонския Талмуд е било по-добро от това на Ерусалимската версия, което го прави по-достъпен и лесно използваем. Според Маймонид, всички еврейски общности по време на Гаонската ера официално приели Вавилонския Талмуд, както задължителен за себе си, и съвременната еврейска практика следва заключенията на Вавилонския Талмуд по всички области, по които двата Талмуда са в конфликт.

## Език
Вавилонският Талмуд, включващ едновременно Мишна и Гемара, съдържа големи откъси и на иврит и на арамейски. Основната част е на иврит.
Макар арамейският да е бил говорен дълго време от древните евреи, иврит, в различни форми и на различни исторически етапи, бил непрекъснато използван. Иврит бил използван за писане на религиозни текстове, стихове, и така нататък, както и за речи. Дори след въвеждането на арамейския, както и неговото влияние върху късния Библейски иврит, езикът продължил да се развива, а днес учените използват термини като Mishnaic/равински еврейски и средновековен иврит.
Не само Мишна, но и всички Бараити цитирани и вплетени в Гемара, са на иврит, така че донякъде иврит представлява по-малко от половината от текста на Талмуд. Останалите, включително и на дискусиите на Amoraim и цялостната рамка, са в характерен диалект на Вавилонски еврейски арамейски. Има случайни цитати от по-старите произведения в други диалекти на арамейски, например Megillat Taanit.

## Роля на Талмуда в юдаизма
Талмудът е писмен запис на устна традиция. Той става основа за много равински юридически кодекси и обичаи, от които най-важни са Мишне Тора и Шулхан Арух. Ортодоксалният и, в по-малка степен, консервативния юдаизъм приемат Талмуда като авторитетен, докато за реформаторския и реконструктивния юдаизъм, той не е такъв. Този раздел описва накратко минали и настоящи движения и тяхната гледна точка за ролята на Талмуда.

### Садукеи
Садукеите били еврейска секта, която процъфтява по време на периода на Втория Храм. Един от техните основни спорове с фарисеите (по-късно известни като равински Юдаизъм) бил относно тяхното отхвърляне на Устния Закон, както и отричането на възкресението след смъртта. Несъгласието не било точно по Талмуда, тъй като той не бил написан по това време.

### Караизъм
Друго движение, което отхвърляло устния закон бил Караизмът. То възникнало в рамките на двата века на съставянето на Талмуда. Караизмът се развива като реакция срещу Талмудисткия Юдаизъм на Вавилония. Централното разбиране на Караизма е отхвърлянето на Устната Тора, така както е въплътена в Талмуда, в полза на стриктно придържане само към Писмения Закон. Това се противопоставя на основната равинска концепция, че Устният Закон е даден на Моисей на планината Синай, заедно с Писмения Закон. Караизмът е почти изчезнал, намаляващ от високите близо 10% от еврейското население до настоящите изчисления от 0,2%.

### Реформаторски Юдаизъм
С възникването на Реформаторския Юдаизъм, по време на деветнадесети век, авторитетът на Талмуда отново бил поставен под въпрос. Талмудът бил разглеждан от Реформистките евреи като продукт на късната античност, имащ значение единствено като исторически документ. В някои случаи подобен възглед бил изказван и по отношение на писмения закон, докато други се опитвали да приемат нео-караитски подход „обратно към Библията“, макар и често с по-голям акцент върху пророчески, отколкото върху юридически книги.

### Наши дни
Виж също Halakha: How Halakha is viewed today и Halakha: The sources and process of Halakha.

## Историческо изследване

### Устен закон
Първоначално, еврейското учение било устно. Равините тълкували и разисквали върху закона (т.е., Еврейската Библия) и дискутирали по Танаха без да ползват писмена (освен единствено самите Библейски книги), въпреки че някои от тях може да са си водили бележки (megillot setarim), като например по съдебни решения. Ситуацията обаче се променила драстично, главно в резултат на разрушаването на еврейската държава в 70 г. сл. Хр. и последвалия упадък на еврейските социални и законови норми. След като равините трябвало да се изправят срещу новата реалност,—главно юдаизъм без Храм (който да служи за център за обучение) и неавтономна Юдея,—настъпило смущаване/объркване в беседите върху закона и старата система на устно учение не можела да се поддържа повече. Именно по това време лекциите на равините започнали да се записват писмено.
Най-ранният записан устен закон може да е бил в мидрашна форма, в която халахичната дискусия се е структурирала като тълковен коментар върху Петокнижието. Но една алтернативна форма, подредена тематично, вместо по библейски стихове, станала доминираща около 200 г. сл. Хр., когато Равин Judah haNasi редактирал Мишната (на иврит: משנה).
Устният Закон не бил така монолитен, а се различавал в различните школи. Двете най-известни школи били Школата на Shammai и Школата на Hillel. В общи линии, всички мнения, дори и тези, които излизали от нормата, били записвани в Талмуда.

### Мишна
Мишна е компилация от мнения по закона и дискусии. Изказванията в Мишна са обикновено сбити, като са записвани кратки мнения на равините, разискващи по определена тема; или е записвано само невписано правило, представляващо очевиден консенсус. Равините записани в Мишна са известни като Танаим.
Тъй като тя подрежда законите в нея по тематика, вместо по библейски контекст, Мишна разисква индивидуалните дела по-обширно от Мидраш, и включва много по-широка извадка от Алаха въпроси отколкото Мидраш. Така организацията на Мишна по теми станала рамката на Талмуда като цяло. Но не всеки трактат в Мишна има гореспондираща му Гемара. Също така поредността на трактатите в Талмуда се различава в някои случаи от този в Мишна.

### Бараита
В допълнение към Мишна и други танаитични учения се развивали по същото време или малко след това. Гемара често се позовава на тези танаитични твърдения, за да ги сравни с тези, съдържащи се в Мишна, и за да подкрепи или отхвърли предложенията на Амораим. Всички онези не-Мишна източници са под общата терминология baraitot (букв. външен материал, „Извън Мишна“; ед.ч. Бараити, цитирани в Гемара, често биват цитати от Тосефт (танаитичен компендиум на халакичен паралел на Мишна) и от Халакичен Мидрашим (и по-специално Mekhilta, Sifra и Sifre). Някои бараити обаче са известни само чрез традициите, цитирани в Гемара, и не биват част от никоя друга сбирка.

### Гемара
В трите века след редакцията на Мишна равините в Израел и Вавилония я анализирали, дебатирали и разисквали по нея. Тези разисквания формирали Гемара (на иврит: גמרא). Гемара означава „завършване“ (от еврейски gamar, на иврит: גמר, „завършвам“) или „обучение“ (от арамейски: „изучавам“). Гемара се фокусира главно върху изясняване и уточняване мненията на Танаим. Равините от Гемара са известни като Амораим.
По-голямата част от Гемара се състои от анализиране на закона. Изходната точка за анализа обикновено е мнение по закона, изказано в Мишна. Мнението бива анализирано и сравнявано с други мнения в dialectical exchange между двама (често анонимни, а понякога и метафорични) опонента, наричани makshan (разпитващ) и tartzan (отговарящ). Друга важна функция на Гемара е да идентифицира коректната Библейска основа на даден закон представен в Мишна и логическия процес, който ги свързва: тази дейност е била известна като талмуд дълго преди съществуването на „Талмуд“ като текст.
Тези exchanges формират „градивните камъни“ на Гемара; наименованието за откъс от Гемара е sugya, обикновено включва детайлна и подкрепена с доказателства обосновка на мнение, изказано в Мишна.
В една sugya, библейски, танаимични и амораимични тези се изтъкват в подкрепа на различни мнения. По този начин Гемара поставя Танаим и Амораим в семантични спорове (често чрез приписване на възглед на живял по-рано авторитет, така както той би отговорил по даден въпрос), и сравнява възгледите от Мишна с откъси от Бараита. Дебатите рядко биват официално приключени; в много случаи, последната дума има практиката на закона, въпреки че има много изключения от този принцип.

### Алаха и Агада
Талмудът съдържа обширно количество материали и се докосва до изключително много теми. Традиционно тезите в Талмуда могат да се класифицират на две големи категории, Алахични и Агадични тези. Халакичните тези са тези, които директно се отнасят до въпроси от еврейския закон и практика (Алаха). Агадичните тези са тези, които не са свързани със закона, а по-скоро са тълковни, проповедни, етични или исторически по същество. Виж Агада за по-подробна информация.

## Външни критики към Талмуда
Някои групи и индивиди твърдят, че някои раздели от Талмуда доказват евентуална расистка същност на юдаизма , като подкрепят твърденията си с цитати от самия Талмуд: „Не оставяйте животните си в домове на неевреи, защото подозираме неевреите в неморални отношения с тях. Жена не трябва да остава сама с неевреи, защото подозираме, че са похотливи. Нито мъж трябва да остава сам с тях, защото подозираме, че проливат кръв.“(Abodah Zara: 22a, chapter II, MISHNAH ); „Защо тогава да не оставяме женски животни при нееврейки?“ – каза Мар' Укба б. Хана: „Защото неевреите често посещават жените на съседите си. И ако някой от тях случайно не намери жената, но види кравата, може да направи с нея нещо неморално. Но дори и жената да е там, той пак може да мърсува с животното. Както беше казал Учителят: Неевреите предпочитат кравите на израелтяните пред собствените си жени.“ (Abodah Zara: 22b, GEMARA, първи абзац, последните пет реда ); „Нееврейската собственост е като пуста земя и принадлежи на този, който пръв я завземе.“ (Baba Bathra 54b, текста на зелен фон ); „Не е нужно да връщаш загубена вещ на неевреин.“ (Baba Kamma: 113b, първата фраза и четвъртата фраза на зелен фон ); „Р. Йонатан каза: Неевреин, който изучава Тора заслужава смърт, защото е писано: Мойсей ни даде закон като наследство. Това е наше наследство, а не тяхно.“ (Sanhedrin 59a, първият текст на зелен фон и нататък изречението ); „Р. Ханина каза: „Неевреин, който удари евреин заслужава смърт, защото е писано: „и като се огледа и видя, че няма никой, уби египтянина и го скри в пясъка“. Р. Ханина каза също: „Този, който удари израелтянин по челюстта, все едно е нападнал Божието Присъствие, тъй като е писано: „Да удариш човек (израелтянин), е все едно да удариш Бога.“ (Sanhedrin 58b, осми абзац ); „Разрешено е на евреин да не плаща на неевреин за неговия труд.“ (Sanhedrin 57a, последния текст на зелен фон ); „Ако вол на израелтянин намушка вол на неевреин, евреинът не дължи нищо. Но ако вол на неевреин намушка вол на израелтянин...., неевреинът трябва да заплати всички щети.“ (Baba Kamma 37b, MISHNAH ); „Бог няма да пощади този, който омъжва дъщеря си за старец, взема жена за невръстния си син и връща изгубена вещ на неевреин.“ (Sanhedrin 76b, трети абзац. Този със зелените полета ); „Ако неевреин убие израелтянин или друг неевреин, се осъжда на смърт. Но ако израелтянин убие неевреин, няма да получи смъртно наказание.“ (Sanhedrin 57a, втори текст на зелен фон ); „Каквото и да открадне неевреин от израелтянин или друг неевреин, е задлъжен да го върне. Но ако израелтянин открадне от неевреин, може да задържи откраднатото.“ (Sanhedrin 57a, първи текст на зелен фон). Според критиците на Талмуда, трактат Baba Kamma 113b е доказателство, че юдейската религия позволява на евреите да мамят неевреи.
Цитати от Талмуда
1. ↑  Palestinian Talmud //   Encyclopædia Britannica Online. Посетен на 28 март 2008.
2. ↑  Palestinian Talmud //   Encyclopædia Britannica Online. Посетен на 28 март 2008.
3. ↑  Judaic Treasures of the Library of Congress: The Talmud //   American-Israeli Cooperative Enterprise.
4. ↑  Angel Sáenz-Badillos. A History of the Hebrew Language.   Tr. John Elwolde. Cambridge: Cambridge University Press, 1993.
5. ↑   Виж, Strack, Hermann, Introduction to the Talmud and Midrash, Jewish Publication Society, 1945. pp.11 – 12. "[Устният Закон] бил записван на ръка в продължение на дълъг период... Имаме основание да вярваме, че първите опити да се запишат традициите, датират от първата половина на втори век след Христа." Според теорията на Strack натрупването на Християнския канон (Новият Завет) повлиял на равините да записват писмено устния закон.
6. ↑  Теорията, че разрушаването на Храма и последвалият упадък са довели до съхраняването на Устния Закон в писмен вид, за първи път е изложена в Посланието на Sherira Gaon и след това често повтаряна. Виж, например, Grayzel, A History of the Jews, Penguin Books, 1984, p. 193.
7. ↑  ftp.come-and-hear.com
8. ↑  www.revisionisthistory.org